# Pokłon Trzech Króli (obraz Gentile da Fabriano)
Pokłon Trzech Króli (wł. Adorazione dei Magi) – obraz namalowany przez włoskiego malarza Gentile da Fabriano w 1423 roku na zlecenie bogatego florenckiego kupca i polityka Palla di Noferi Strozzi.

## Historia obrazu
Obraz początkowo miał ozdobić kaplicę Strozzich w kościele Santa Trinita, wraz z innym dziełem Fra Angelica Pokłon Trzech Króli. W 1806 roku, w trakcie wojny napoleońskiej, obraz trafił do siedziby florenckiej akademii sztuk pięknych, a następnie w 1919 roku do galerii Uffizi. Prawa kwatera predelii ołtarza przedstawiająca Ofiarowanie w świątyni w roku 1812 trafiła do muzeum Luwr.

## Tematyka obrazu
Tematem dzieła jest scena biblijna z Nowego Testamentu – Pokłon trzech króli. Fabriano przedstawił orszak królewski wędrujący przed oblicze dzieciątka poprzez trzy sceny znajdujące się nad centralną sceną w tle. W scenach tych malarz w naturalistyczny sposób ukazał pejzaż, z prawej strony ukazano wypatrywanie przez królów gwiazdy, z lewej strony gwiazdę obwieszczającą narodzenie Chrystusa. W centralnej części znajduje się scena przybycia orszaku do pałacu Heroda w Jerozolimie. Całość jest zatłoczona, gwarna i żywa.
Na pierwszym planie trzej królowie składają hołd Chrystusowi, siedzącemu na kolanach Maryi. Obok stoi Józef i dwie służące.U stóp najmłodszego króla klęczy sługa i przypina młodzieńcowi ostrogi. Tuż za nim, w turbanie i w stroju z adamaszku, trzymający sokoła, stoi sam zleceniodawca, Palli Strozzi z synem Lorenzem, tej samej wielkości, co reszta przedstawionych osób. Jest to przeciwieństwo średniowiecznego sposobu ukazywania fundatora w pomniejszonej skali. Dalej tłoczy się świta królów wraz z końmi i psami.

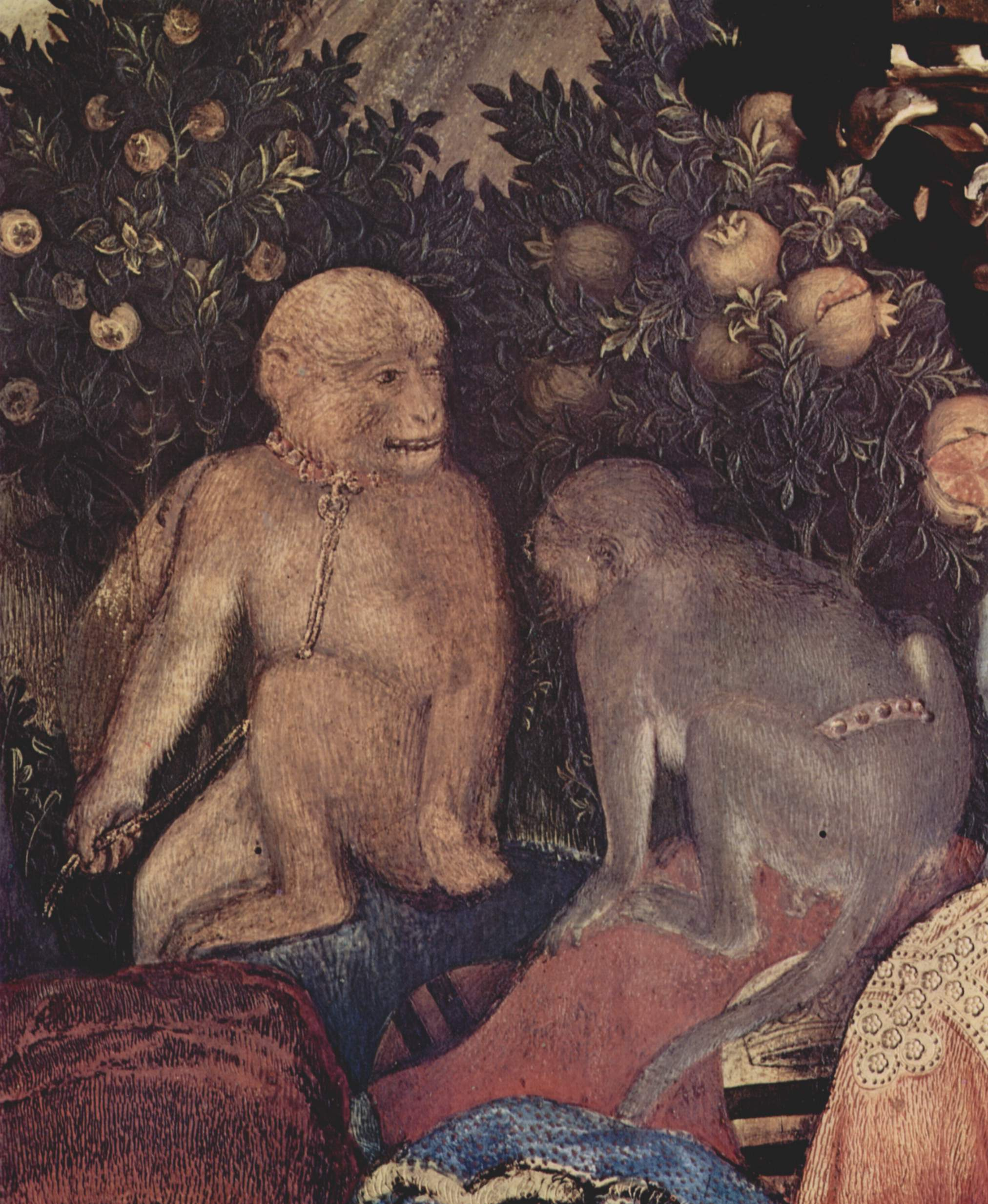
Fragment obrazu przedstawiający małpy

Malarz na obrazie zastosował różne techniki – oprócz farb temperowych używał złota i srebra, a niektóre elementy przedstawił w sposób plastyczny, niemal trójwymiarowy, przy pomocy specjalnej masy z gipsu i kleju zw. pastiglii. Złote tło, rama, złocenia, dekoracyjność, trzy łuki będące pozostałością po formie tryptyku są śladami gotyku; na sposób renesansowy malarz ukazał sceny rodzajowe i próbował uchwycić rzeczywistość.
Na predelli ołtarza znajdują się trzy mniejsze obrazy: Boże narodzenie, Ucieczka do Egiptu i Ofiarowanie w świątyni. Na obrazie znajdują się liczne postacie zwierzęce i roślinne m.in. konie, wielbłądy i małpy oraz jelenie, lamparty, i różne ptaki.

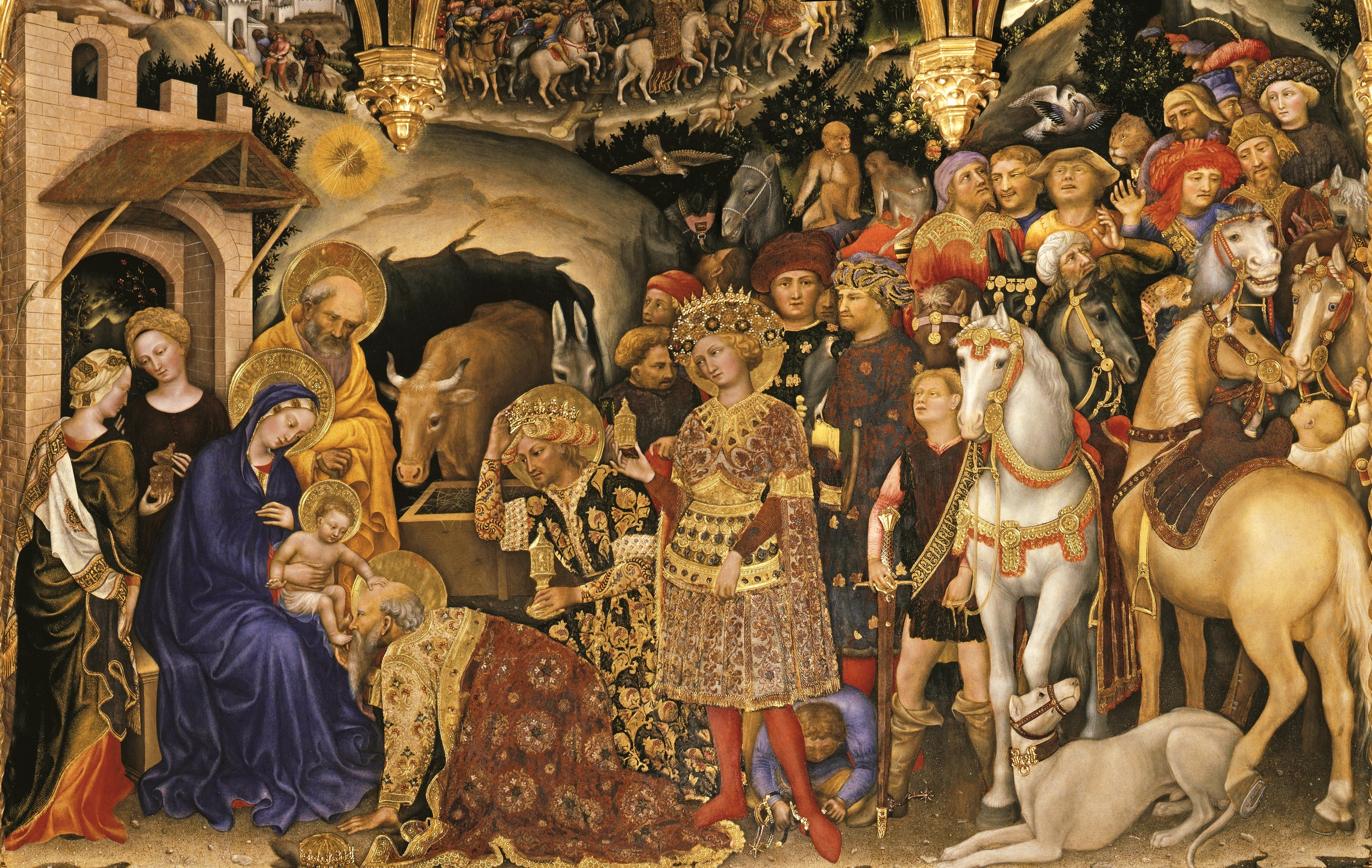
Pokłon króli – detal

## Symbolika obrazu
Królowie przedstawieni na obrazie noszą bogate stroje i symbolizują trzy etapy ludzkiego życia: najstarszy władca jest w pozycji klęcznej i całuje stopy Dzieciątka, król w średnim wieku jest zgięty w pokłonie, najmłodszy stoi wyprostowany trzymając swój dar w ręku.